# Cora jocosa
Cora jocosa – gatunek ważki z rodziny Polythoridae. Występuje na terenie Ameryki Południowej.